# Prolagus sardus
A Pica-da-Sardenha, nativa das ilhas mediterrâneas de Sardenha e Córsega, foi extinta no final dos anos de 1700 ou começo dos 1800. Ela foi descrita como "um coelho grande sem cauda". A pica-da-Córsega (Prolagus corsicanus) é hoje considerada como sinônimo desta espécie.
Alguns acreditam que a pica-da-Sardenha ainda sobreviva no interior da Sardenha, e muitos outros acreditam que ele se extinguiu numa época mais recente do que as estimativas da ciência. Há relatos ocasionais desta pica, mas nenhum confirmado.